# Банари
Банари (итал. Banari) — коммуна в Италии, располагается в регионе Сардиния, в провинции Сассари.
Население составляет 677 человек (2008 г.), плотность населения составляет 32 чел./км². Занимает площадь 21 км². Почтовый индекс — 7040. Телефонный код — 079.
Покровителем коммуны почитается святой Лаврентий, мученик, празднование 10 августа.

## Демография
Динамика населения:

## Администрация коммуны
- Официальный сайт: http://www.banari.net